# Secretaría de Finanzas y Planeación de Veracruz
La Secretaría de Finanzas y Planeación de Veracruz es la dependencia administrativa del gobierno de Veracruz encargada del despacho de las materias relativas al desarrollo de las políticas de ingresos y administración tributaria, la programación, presupuestación y evaluación del gasto público del estado de Veracruz, así como representar el interés del mismo en controversias fiscales y en toda clase de procedimientos administrativos ante los tribunales en los que se controvierta el interés fiscal de la entidad. Se encuentra subordinada al gobernador de Veracruz.

## Funciones
La Ley Orgánica del Poder Ejecutivo del Estado de Veracruz de Ignacio de la Llave es la que determina las facultades que corresponden a la Secretaría de Finanzas y Planeación de Veracruz.

Artículo 19. La Secretaría de Finanzas y Planeación es la dependencia responsable de coordinar la administración financiera y tributaria de la Hacienda Pública, de proyectar con la participación de las dependencias y entidades de la administración pública estatal, la planeación, programación, presupuestación y evaluación estratégica de los programas presupuestarios, en el marco del sistema de planeación democrática, y de difundir la información correspondiente, así como de llevar el control administrativo de los recursos humanos y materiales, y el control del ejercicio de los recursos financieros, de conformidad con lo dispuesto por esta Ley y demás disposiciones legales aplicables.

### Atribuciones
Las atribuciones vienen señaladas en el Artículo 20 de la Ley Orgánica del Poder Ejecutivo del Estado de Veracruz de Ignacio de la Llave:
I. Establecer la política de la Hacienda Pública, conforme a lo establecido en el Plan Veracruzano de Desarrollo y los programas, política económica y objetivos del Gobierno del Estado;
II. Coordinar la política económica para el desarrollo del Estado;
III. Coordinar las actividades del Comité de Planeación para el Desarrollo del Estado de Veracruz;
IV. Diseñar, implementar y actualizar un sistema de programación del gasto público bajo los principios de eficiencia, eficacia, economía, transparencia y honradez, acorde con los objetivos y necesidades de la administración pública estatal, asesorando y apoyando a las dependencias y entidades en la integración de sus programas presupuestarios y actividades institucionales; 
V. Registrar los certificados digitales emitidos por los Prestadores de Servicios de Certificación acreditados por la Secretaría de Economía para actos de naturaleza civil;
VI. Vigilar el cumplimiento de las leyes, reglamentos y demás disposiciones de carácter financiero aplicables en el Estado;
VII. Practicar revisiones y auditorías a los contribuyentes;
VIII. Presupuestar anualmente el gasto público del Gobierno del Estado con enfoque a resultados, tomando en consideración los anteproyectos de presupuestos de las dependencias y entidades del gobierno estatal, quienes los deberán elaborar y presentar con la anticipación necesaria en términos de las disposiciones legales aplicables;
IX. Programar y calcular los ingresos del estado y formular el proyecto de presupuesto de ingresos y egresos anualmente, para someterlo a la consideración del Gobernador del Estado;
X. Determinar, recaudar, custodiar y administrar los impuestos, derechos, productos, aprovechamientos, participaciones, multas y otros conceptos señalados en las leyes impositivas relacionadas con la Hacienda Pública del Estado;
XI. Llevar las estadísticas de ingresos y egresos del Gobierno del Estado; así como integrar y mantener actualizada la informática de la entidad y lo relativo a la situación geográfica del Estado; 
XII. Autorizar la suficiencia presupuestal a las dependencias centralizadas y entidades paraestatales para el ejercicio del gasto público asignado a sus programas, conforme a la calendarización respectiva y las leyes aplicables;
XIII. Autorizar, previo acuerdo del Gobernador del Estado, las ampliaciones, transferencias o reducciones de los recursos asignados a las dependencias centralizadas y las entidades paraestatales comprendidas en el presupuesto de egresos;
XIV. Distribuir a través del Sistema Integral de Administración Financiera del Estado de Veracruz, a su cargo, los recursos financieros a las dependencias centralizadas y entidades paraestatales, de conformidad con el presupuesto autorizado y para los efectos de las acciones de control, evaluación, transparencia y difusión del gasto público que establece esta Ley, el Código Financiero para el Estado, la Ley General de Contabilidad Gubernamental y demás disposiciones aplicables;
XV. Coordinar los programas de inversión pública de las dependencias y entidades de la administración pública;
XVI. Presentar denuncias y formular querellas, ratificar las mismas, recibir el pago por concepto de reparación de daños y, en su caso, sin perjuicio del erario estatal, otorgar el perdón al acusado e imponer las sanciones que correspondan por infracciones a la Ley de Hacienda y demás leyes fiscales cuya aplicación le esté encomendada directamente;
XVII. Intervenir en los juicios de carácter fiscal que se ventilen ante los tribunales competentes, cuando tenga interés la Hacienda Pública del Estado;
XVIII. Ejercitar las acciones y oponer las excepciones que procedan para la defensa administrativa y judicial de los derechos de la Hacienda Pública del Estado de Veracruz de Ignacio de la Llave, así como representar a dicho Estado en los procesos jurisdiccionales en los que éste tome parte como entidad federativa coordinada en ingresos federales, incluso en el recurso de revisión administrativa;
XIX. Llevar el control de la deuda pública del Estado, efectuar los pagos correspondientes, transparentar y difundir la información en la materia.
XX. Ejercer la facultad económico-coactiva para hacer efectivos los créditos fiscales a favor de la Hacienda Pública del Estado;
XXI. Ejercer las atribuciones derivadas de los convenios fiscales que celebre el Gobierno del Estado con la Secretaría de Hacienda y Crédito Público del Gobierno Federal;
XXII. Proponer al Ejecutivo Estatal los proyectos de leyes, reglamentos, decretos, acuerdos, y órdenes sobre asuntos financieros, tributarios; y en las materias de planeación, programación, presupuestación y evaluación de la actividad económica del Estado;
XXIII. Proporcionar, en coordinación con la Secretaría de Gobierno, la asesoría que en materia de interpretación y aplicación de leyes tributarias del Estado, le sea solicitada por los Ayuntamientos; así como realizar una labor permanente de difusión y orientación fiscal;
XXIV. Resolver las consultas que en materia de interpretación y aplicación de leyes tributarias del Estado, le planteen los contribuyentes, sobre casos particulares concretos;
XXV. Intervenir como fideicomitente único, en los fideicomisos del Gobierno del Estado;
XXVI. Formular mensualmente los estados financieros consolidados de la Hacienda Pública y ponerlos en conocimiento del Gobernador del Estado;
XXVII. Hacer la glosa preventiva de los ingresos y egresos del Gobierno Estatal; así como elaborar la cuenta pública;
XXVIII. Autorizar la cancelación de cuentas incobrables;
XXIX. Otorgar, previo acuerdo del Ejecutivo Estatal, estímulos fiscales en los casos que procedan;
XXX. Tramitar y resolver los recursos administrativos en la esfera de su competencia;
XXXI. Derogada;
XXXII. Elaborar y mantener actualizado el Padrón de Contribuyentes;
XXXIII. Vigilar, en coordinación con la Contraloría General, que los empleados que administren fondos y valores del Estado caucionen debidamente su manejo;
XXXIV. Custodiar los documentos que constituyan valores del Estado;
XXXV. Controlar las actividades de las oficinas recaudadoras de la Entidad;
XXXVI. Participar en el establecimiento de los criterios y montos de estímulos fiscales, en coordinación con las dependencias a las que corresponda el fomento de las actividades productivas;
XXXVII. Atender las observaciones del Órgano de Fiscalización Superior;
XXXVIII. Establecer los lineamientos sobre la forma y términos en que las dependencias centralizadas y entidades paraestatales deberán llevar su contabilidad, solicitarles informes y cuentas para consolidar la contabilidad gubernamental, llevar la estadística general del Gobierno del Estado y examinar periódicamente los flujos de información de cada dependencia centralizada y entidad paraestatal, instruyendo en su caso, las modificaciones necesarias;
XXXIX. Informar a la Contraloría General sobre las responsabilidades que afecten la Hacienda Pública del Estado en el ejercicio del gasto;
XL. Vigilar financiera y administrativamente la operación de entidades que no estén expresamente encomendadas a otra dependencia;
XLI. Verificar que los subsidios y transferencias de fondos, realizados por el Ejecutivo del Estado con cargo a su propio presupuesto, a favor de los Municipios o de instituciones de los sectores social y privado, se apliquen conforme a los términos establecidos en los programas aprobados al efecto;
XLII. Asesorar al Gobernador del Estado en la elaboración de los convenios que celebre con los Gobiernos Federal y Municipales, o de otras entidades federativas, en materia de planeación, programación, supervisión y evaluación del desarrollo del Estado;
XLIII. Formular las bases y normas de planeación, programación, presupuestación, ejecución y evaluación, que deberán observar las dependencias de la Administración Pública Estatal en materia de adquisiciones;
XLIV. Derogada
XLV. Verificar y comprobar el cumplimiento de las normas y disposiciones en materia de: sistemas de registro y contabilidad, contratación de servicios, obra pública, resguardos, adquisiciones, arrendamientos, conservación, uso, destino, afectación, enajenación y baja de bienes muebles; concesiones, almacenes y demás activos y recursos materiales de la Administración Pública Estatal;
XLVI. Establecer normas, lineamientos y políticas en materia de administración, remuneraciones y desarrollo de personal de las dependencias y entidades del Ejecutivo;
XLVII. Coadyuvar en la promoción de la capacitación del personal del Gobierno del Estado, para el mejor desempeño de sus labores;
XLVIII. Participar en la elaboración de las condiciones generales de trabajo; vigilar su cumplimiento y difundirlas entre el personal del Gobierno del Estado;
XLIX. Emitir, en coordinación con la Contraloría General, criterios y lineamientos para el ejercicio de los recursos presupuestales relativos a servicios personales, adquisiciones, obras públicas, arrendamientos y servicios generales de las dependencias y entidades;
L. Elaborar el programa anual de adquisiciones y servicios consolidados de la Administración Pública Estatal y licitar públicamente su adjudicación;
LI. Emitir, en coordinación con la Contraloría General, criterios y lineamientos relacionados con la conservación, mantenimiento, control de inventarios, manejo de almacenes y resguardo de los bienes muebles de propiedad estatal;
LII. Emitir los lineamientos para establecer sistemas uniformes de control del ejercicio del presupuesto aplicables a las dependencias y entidades; y
LIII. Dictaminar sobre solicitudes de ampliación presupuestal por modificaciones a la estructura orgánica y de recursos humanos que presenten las dependencias y entidades.
LIV. Vigilar y administrar los inmuebles de propiedad estatal destinados o no a un servicio público o a fines de interés social, cuando no estén afectos a otras dependencias; los que se utilicen para dicho fin y los equiparados con éstos, conforme a la ley; así como las plazas, paseos y parques públicos, cuya construcción o conservación esté a cargo del Gobierno del Estado;
LV. Tramitar, previo acuerdo con el Gobernador del Estado, la adquisición, enajenación, destino o afectación de los bienes inmuebles de la Administración Pública Estatal. Tratándose de enajenaciones a título oneroso o gratuito, o para conceder el uso o disfrute de bienes inmuebles de propiedad estatal, deberá obtenerse previamente la autorización del Congreso del Estado;
LVI. Tramitar y ejecutar los acuerdos del Gobernador del Estado relativos a la expropiación, ocupación temporal y limitación de dominio, en los casos de utilidad pública, de conformidad con la legislación aplicable;
LVII. Mantener actualizado el avalúo de los bienes inmuebles estatales; el catastro y la información geográfica y estadística de la Entidad.
LVIII. Evaluar los programas presupuestarios de las dependencias y entidades de la administración pública estatal, en el marco del sistema de evaluación del desempeño, previsto en el Código Financiero para el Estado de Veracruz de Ignacio de la Llave; y
LIX. Transparentar y difundir la información financiera de las dependencias y entidades de la administración pública estatal, de acuerdo con las disposiciones aplicables.

## Titulares
| Gobernador                 | Titular                       | Inicio                  | Final                   | Partido |
| -------------------------- | ----------------------------- | ----------------------- | ----------------------- | ------- |
| Cuitláhuac García Jiménez  | José Luis Lima Franco         | 1 de diciembre de 2018  |                         |         |
| Miguel Ángel Yunes Linares | Guillermo Moreno Chazzarini   | 16 de julio de 2017     | 30 de noviembre de 2018 |         |
| Miguel Ángel Yunes Linares | Clementina Guerrero García    | 1 de diciembre de 2016  | 15 de julio de 2017     |         |
| Flavino Ríos Alvarado      | Antonio Gómez Pelegrín        | 12 de octubre de 2016   | 16 de noviembre de 2016 |         |
| Javier Duarte de Ochoa     | Antonio Gómez Pelegrín        | 17 de marzo de 2015     | 12 de octubre de 2016   |         |
| Javier Duarte de Ochoa     | Mauricio Audirac Murillo      | 4 de julio de 2014      | 17 de marzo de 2015     |         |
| Javier Duarte de Ochoa     | Fernando Charleston Hernández | 13 de agosto de 2013    | 4 de julio de 2014      |         |
| Javier Duarte de Ochoa     | Carlos Aguirre Morales        | 4 de mayo de 2013       | 13 de agosto de 2013    |         |
| Javier Duarte de Ochoa     | Salvador Manzur Díaz          | 12 de marzo de 2013     | 4 de mayo de 2013       |         |
| Javier Duarte de Ochoa     | Tomás Ruiz González           | 1 de diciembre de 2010  | 12 de marzo de 2013     |         |
| Fidel Herrera Beltrán      | José Salvador Sánchez Estrada | 15 de diciembre de 2008 | 30 de noviembre de 2010 |         |
| Fidel Herrera Beltrán      | Javier Duarte de Ochoa        | 15 de enero de 2008     | 14 de diciembre de 2008 |         |
| Fidel Herrera Beltrán      | Rafael Germán Murillo Pérez   | 1 de diciembre de 2004  | 14 de enero de 2008     |         |